# Exocoetidae

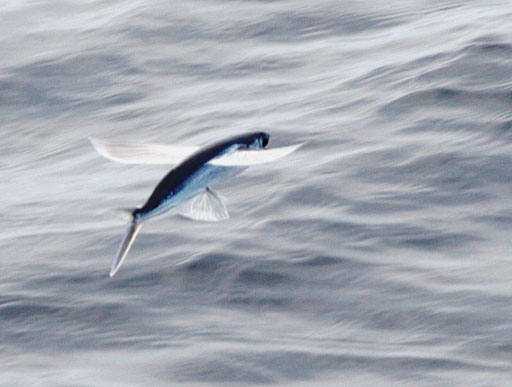
Cheilopogon melanurus.

Los exocétidos o peces voladores (Exocoetidae) son una familia de peces marinos que comprende cerca de 70 especies agrupadas en 7 géneros. Se encuentran en todos los océanos, especialmente en las cálidas aguas tropicales y subtropicales.

## Anatomía
Su característica más sorprendente es el tamaño de sus aletas pectorales, inusualmente grandes, que le permiten volar y planear por distancias de más de 50 metros. La mayor duración registrada ha sido de 45 segundos. Teniendo en cuenta que los exocétidos adultos miden sólo unos 30 cm, esta capacidad va mucho más allá de los simples saltos fuera del agua. Los peces voladores alcanzan velocidades en el aire de 50 a 60 km/h. Estas distancias y velocidades son posibles gracias al rápido batir de sus aletas (unas 50 veces por segundo). La ventaja final de este mecanismo es una mayor posibilidad de escape ante depredadores.
En algunas especies las aletas pélvicas también son inusualmente grandes, y hacen parecer que el pez tiene cuatro alas, como el Cheilopogon exsiliens. Sus ojos son más planos que los de la mayoría de los ojos de los otros peces, para ver fuera del agua. Viven cerca de la superficie del agua y se alimentan de plancton. Sus huevos son utilizados a veces en Japón, especialmente para preparar sushi.

## Etimología
Su nombre exocétido proviene del griego εξω-κοιτος, exo-koitos, "yacer fuera" en el sentido de "dormir bajo las estrellas", por el hecho de que no es raro que queden varados en las cubiertas de los barcos al salir del agua por las noches.
La constelación Volans hace referencia a este pez, y uno de los géneros, Hirundichthys, significa "pez golondrina" en griego.

## Géneros
Existen 7 géneros con unas 68 especies:
- Género Cheilopogon (Lowe, 1841)
- Género Cypselurus (Swainson, 1838)
- Género Exocoetus (Linnaeus, 1758)
- Género Fodiator (Jordan y Meek, 1885)
- Género Hirundichthys (Breder, 1928)
- Género Parexocoetus (Bleeker, 1866)
- Género Prognichthys (Breder, 1928)